# Seversky XP-41

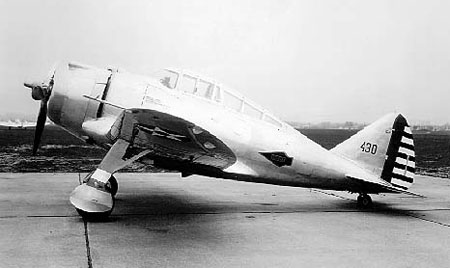
Seversky XP-41

Seversky XP-41 là một loại máy bay tiêm kích chế tạo ở Hoa Kỳ từ năm 1939.

## Tính năng kỹ chiến thuật (XP-41)
Đặc điểm tổng quát
- Kíp lái: 1
- Chiều dài: 27 ft 0 in (8,2 m)
- Sải cánh: 36 ft 0 in (11 m)
- Chiều cao: 12 ft 6 in (3,8 m)
- Diện tích cánh: 219,5 ft² (20,4 m²)
- Trọng lượng rỗng: 5.390 lb (2.450 kg)
- Trọng lượng có tải: 6.600 lb (3.000 kg)
- Trọng lượng cất cánh tối đa: 7.200 lb (3.273 kg)
- Động cơ: 1 × Pratt & Whitney R-1830-19 kiểu động piston tăng áp, 1.200 hp (895 kW)

 Hiệu suất bay 
- Vận tốc cực đại: 323 mph (517 km/h)
- Vận tốc hành trình: 292 mph (470 km/h)
- Tầm bay: 730 mi (1.168 km)
- Trần bay: 31.500 ft (9.600 m)
- Tải trên cánh: 30,1 lb/ft² (147,1 kg/m²)
- Công suất/trọng lượng: 0,18 hp/lb (0,30 kW/kg)

Trang bị vũ khí

- Súng: 1x súng máy 0.50 in và 1x súng máy 0.30 in